# Rio Crăsnuţa
O Rio Crăsnuţa é um rio da Romênia, afluente do Crasna, localizado no distrito de Prahova.